# Tercja kątowa
Tercja (łac. pars minuta tertia – trzecia część mała) – jednostka miary kąta płaskiego równa 1/60 sekundy, czyli 1/3600 minuty, czyli 1/216.000 stopnia, oznaczana przez 1‴. Nie należy do układu SI.
1‴ = 60⁗ = (1/60)″ = (1/3600)′ = (1/216.000)° = 0,0000823 tysiącznej.
W typografii cyfrowej tercja kątowa oznaczana jest znakiem tris (łac.) o numerze unikodowym U+2034 TRIPLE PRIME.